# Holger Aden
Holger Aden (* 25. August 1965 in Hamburg) ist ein ehemaliger deutscher Fußballspieler und Fußballtrainer. In der Saison 1992/93 erzielte er mit 28 Ligatoren die meisten Treffer in den deutschen Profiligen, wurde jedoch wegen seines Wechsels während der Saison zwischen beiden Ligen weder in erster noch in zweiter Bundesliga Torschützenkönig.

## Karriere
Aden begann seine Karriere im höherklassigen Fußball in der Oberliga Nord, in der er zunächst für den SC Concordia Hamburg spielte. Anfang Mai 1987 wurde er beim SC Concordia wegen einer Unmutsäußerung gegenüber Trainer Manfred Lorenz und wegen einer öffentlich geäußerten Wechselankündigung beurlaubt. Zwischen 1985 und 1989 erzielte Aden für SC Concordia Hamburg, Altona 93 und 1. SC Norderstedt insgesamt 54 Tore. Mit der Empfehlung von 22 Treffern aus der Spielzeit 1988/89 wechselte Aden im Sommer 1989 zu Bayer 04 Leverkusen, für den er im August 1989 zu zwei Kurzeinsätzen in der Bundesliga kam. Er konnte sich jedoch nicht durchsetzen. In der Winterpause 1989/90 ging Aden zum Zweitligisten Eintracht Braunschweig. Dort stellte sich sofort der Erfolg ein; während der ersten zweieinhalb Spielzeiten in Braunschweig erzielte Aden im Schnitt in fast jedem zweiten Spiel ein Tor. Im Herbst 1992 markierte er in den ersten 22 Spielen bis zur Winterpause der Zweitligasaison 1992/93 19 Tore.
Der VfL Bochum befand sich gleichzeitig in der ersten Liga in einer kritischen Lage, in der Hinrunde war man mit nur 18 erzielten Toren Letzter der Tabelle. Der VfL löste Aden aus seinem Vertrag bei der Eintracht ab und holte ihn nach Bochum. Aden erzielte noch neun Erstligatreffer in den verbleibenden Spieltagen der Saison, dennoch stieg der VfL ab. In der folgenden Zweitligasaison war Aden von häufigen Verletzungen betroffen und kam deshalb nur zu wenigen Einsätzen. Nach Bochums direktem Wiederaufstieg 1994 war Aden gesundheitlich wiederhergestellt, jedoch verletzte er sich am fünften Spieltag gegen den SC Freiburg bei einem erfolgreichen Torschuss das linke Kreuzband. Von dieser Verletzung erholte er sich nicht mehr richtig, sodass er zum Ende der Saison 1995/96 ohne weiteren Einsatz in der Bochumer Profimannschaft seine Karriere beendete.
Aden trainierte um die Jahrtausendwende den Bochumer Kreisligisten Union Günnigfeld und war Betreiber einer nach ihm benannten Fußballschule, die 2004 ihren Betrieb einstellte. In der Saison 2002/03 kehrte er wie auch seine früheren Profi-Kollegen Peter Közle und Torsten Wohlert für den damals ambitionierten Verbandsligisten SV Straelen aufs Spielfeld zurück. Bis zum 2. November 2009 trainierte er den Landesligisten SV Vorwärts Kornharpen, den er aufgrund von Differenzen mit dem Vereinsvorstand verließ.
Ab 13. Januar 2013 war er Trainer des Oberligisten SV Schermbeck, verließ aber Ende August 2013 auf eigenen Wunsch den Verein.
Aden spielt immer noch regelmäßig für die Traditionsmannschaft des VfL Bochum als Stürmer.

## Vereinsspiele im Profibereich
- Bayer 04 Leverkusen (Juli–Dezember 1989)
  - 1. Bundesliga (4 Spiele/kein Tor)
- Eintracht Braunschweig (Januar 1990–Dezember 1992)
  - 2. Bundesliga (1990/91 Staffel Nord) (98 Spiele/52 Tore)
- VfL Bochum (Januar 1993–Juni 1996)
  - 1. Bundesliga (22 Spiele/13 Tore)
  - 2. Bundesliga (20 Spiele/7 Tore)